# Martial (poète)
Pour les articles homonymes, voir Martial.
Œuvres principales
Épigrammes
Martial (en latin Marcus Valerius Martialis), né vers 40, au mois de mars, et mort vers 104 à Bilbilis, petite ville de Tarraconaise (aujourd'hui province de Saragosse, Espagne), est un poète latin, connu pour ses Épigrammes, dans lesquelles il donne une image éclatante et grouillante de la Rome de la fin du Ier siècle, « un vrai film en technicolor, le meilleur peplum à ce jour » selon Dominique Noguez.
Martial a souvent été considéré comme obscène par la place importante du sexe dans ses épigrammes et le réalisme de ses expressions obligeant ses traducteurs, jusqu'à une date récente, à des contorsions de langage. « On ne peut guère douter, écrit Pierre Larousse selon une explication toute voltairienne dans son Grand Dictionnaire universel du XIXe siècle (1866-1867), que ce ne fût [la licence des épigrammes], dont les moines copistes de manuscrit étaient friands, qui leur a valu cette intégrité, tandis que tant de belles œuvres plus chastes ont péri, faute d’être transcrites. »

## Biographie
Martial naît sous Caligula entre 38 et 41 dans une famille plutôt aisée de Bilbilis, une petite ville de Tarraconaise, au nord de l’Hispanie. Cette famille se nomme Valerii. Hubert Zehnacker et Jean-Claude Fredouille donnent l'année comme incertaine, mais fixent la date du jour au 1er mars. Mais étant donné la coutume de célébrer son anniversaire aux Kalendes si on est né pendant le mois, on ne peut être certain du jour.
En 64, sous Néron, il arrive à Rome, où il espère faire fortune en tant qu'écrivain. Il cherche l'appui de compatriotes originaires d'Hispanie, Sénèque et son neveu Lucain, mais la découverte de la conspiration de Pison entraîne leur chute, et Martial doit chercher d'autres protecteurs tels que Quintilien, hispanique comme lui, Silius Italicus ou, beaucoup plus tard, Pline le Jeune.
En 80, à l'occasion de l'inauguration de l'Amphithéâtre flavien, il publie le Liber spectaculorum (Livre des spectacles) qui décrit les spectacles offerts et le dédie à Titus, qui lui accorde en récompense le privilège du ius trium liberorum (certains avantages attribués aux pères de trois enfants, bien qu'il n'en ait aucun), et l'admission dans l'ordre équestre à titre honorifique, c'est-à-dire sans avoir la fortune (cens) requise, ce qui lui confère une certaine notoriété sans toutefois améliorer vraiment sa situation économique.
Ne travaillant pas, sans revenu, comme beaucoup d'hommes libres de Rome, Martial est contraint d'être « client » d'un ou plusieurs « patrons » : c'est-à-dire de venir le saluer le matin en toge, l'accompagner éventuellement dans certaines de ses occupations, en échange de sa protection. Il recherche les faveurs de l'empereur Domitien, qui a succédé à Titus en 81, en le couvrant d'éloges, mais échoue dans la plupart de ses sollicitations.
Vers 83-85, il publie les Xenia et les Apophoreta, étiquettes en vers pleines d'humour censées accompagner les cadeaux échangés aux Saturnales puis, à partir de 85, et au rythme d'à-peu-près un par an, ses douze livres d'épigrammes.
Quoique Martial se présente comme un client pauvre, sa situation n'est pas misérable et il est lui-même patron de clients plus pauvres que lui. Il possède quelques esclaves et s'est endetté pour en acquérir. Il dispose de deux propriétés à Rome et à Nomentum dans le Latium et il reçoit des cadeaux de l'affranchi impérial Parthénius. A Rome, Martial habite au troisième étage d'un petit appartement de location dans le quartier du Poirier près de l'actuel Palais du Quirinal, suffisamment grand pour avoir quelques jeunes esclaves avec lui, dont un secrétaire et y recevoir à dîner. Il a des relations avec plusieurs personnages importants, dont Silius Italicus, consul en 68 et poète. L'un d'eux (peut-être Sénèque, qui possède un vignoble important dans la région) lui fait don d'une petite terre à Nomentum en Sabine. En 90, il achète ou loue un rez-de-chaussée avec jardin, toujours sur le Quirinal.
Martial n'est pas le seul auteur de cette époque à tenter de vivre d'art poétique, ce qui a fait naitre l'idée d'une concurrence avec son contemporain Stace, autre provincial monté à la capitale. Leur activité de poètes professionnels leur fait fréquenter les mêmes milieux et avoir des dédicataires en commun, ils ont parfois traité du même événement. Ils se connaissaient donc probablement, mais aucun ne parle de l'autre dans leurs œuvres, ce qui a fait naitre en 1834 chez Désiré Nisard la thèse d'une inimité réciproque opposant « deux poètes pauvres et vains » condamnés à se disputer les grâces d'un tyran (Domitien). Jean Bayet justifie en 1934 cette hostilité par « l'opposition de goûts littéraires et une rivalité de pique-assiette » et Hubert Zehnhacker en 1993 reprend sur leur opposition poétique, complétée par « l'incompatibilité de caractères entre le Romain d'Espagne et le Grec de Campanie ». Cette thèse d'une inimité opposant Martial et Stace, maintes fois reprises, n'est qu'une intuition de Nisard et ne repose sur aucune démontration basée sur des preuves tangibles.
En 98, sous Trajan, lassé de Rome, peut-être dans une situation délicate après l'assassinat de Domitien qu'il avait couvert d'éloges, il retourne dans sa ville natale, avec l'aide de Pline le Jeune, qui lui paie le voyage, et s'installe dans une maison offerte par une admiratrice, Marcella. Il y vécut quatre ou cinq ans, dans le regret de sa vie à Rome, si l'on en croit sa préface au Livre XII de ses Épigrammes.
Sa mort est annoncée dans une lettre d'environ 103 de Pline le Jeune :
« On m'annonce que Valerius Martialis est mort, et j'en suis peiné. C'était un écrivain doué de talent, d'esprit, de feu et dans les écrits duquel on trouve beaucoup de piquant (sal) et de malice (fel) et une non moins grande sincérité (candor).»
Pline ajoute :
« Ses ouvrages seront-ils immortels ? Non, peut-être, mais lui les a écrits dans la pensée qu'ils le seraient. »
Sans doute, mais sans trop d'impatience néanmoins de la part de l'intéressé :

« Si la gloire ne vient qu'après la mort, je ne suis pas pressé. »

## L'œuvre de Martial

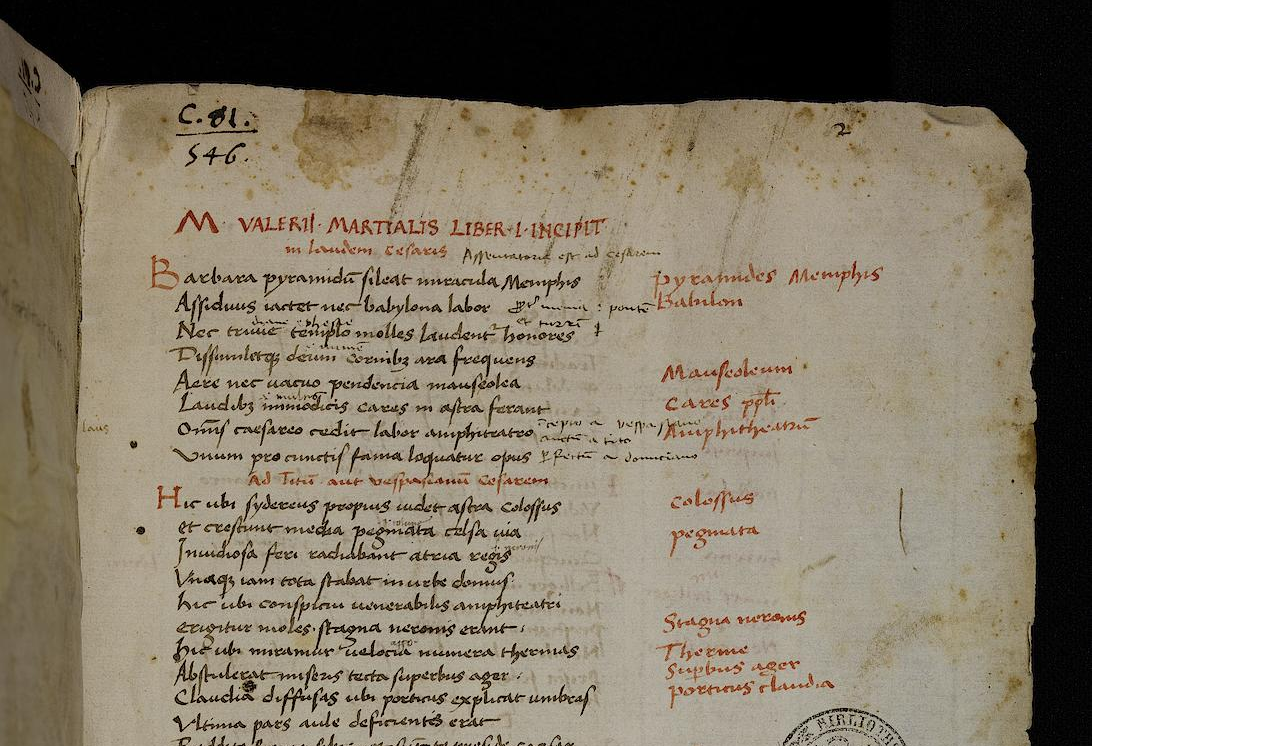
Manuscrit des Épigrammes de Martial conservé à la Bibliothèque Vaticane.

Les œuvres de Martial qui nous sont parvenues représentent quinze livres, numérotés de I à XV, soit 1 561 épigrammes pour un total de 9 787 vers. C'est, quantitativement, l'une des œuvres poétiques les plus importantes de l'Antiquité.
L'ordre des livres dans les éditions modernes (et peut-être dans les éditions antiques) ne respecte pas exactement l'ordre chronologique. Les premiers écrits (Liber spectaculorum, Xenia et Apophoreta) portent respectivement les numéros XV, XIII et XIV. Les livres I à XII correspondent aux livres d’épigrammes édités de 85 à 101 au rythme d’environ un par an, chacun d'eux contenant entre 82 et 108 épigrammes de 2 à 51 vers chacune.
Les livres de Martial ont du succès,

« Ma chère Rome loue, aime, déclame mes petits livres ;
je suis dans toutes les poches et dans toutes les mains. »

mais ne lui rapportent pas grand chose (la notion de droits d'auteur n'existe pas).

« Ma page plaît, à condition qu'elle ne coûte rien. »

### Le genre de l'épigramme
L'épigramme chez Martial est au départ une petite pièce allant de deux à 51 vers (il utilise principalement le distique élégiaque : hexamètre dactylique suivi d'un pentamètre) faite pour être entendue,

« Le livre que tu lis est de moi, Fidentinus ;
Mais comme tu lis mal, il commence à être de toi. »

dans une atmosphère joyeuse de banquet par exemple, 

« En réalité mes petits livres sont compagnons de table et de beuveries. »

d'où l’importance des sonorités (allitération, assonance) et des répétitions de mots (anaphores sous toutes ses formes), ainsi que les fréquentes associations entre épigramme, vins et nourritures.
L'épigramme se caractérise par sa structure en deux parties : l'exposition qui a pour but d'alerter la curiosité de l'auditeur et la pointe qui termine l'épigramme par un jeu de mots, une plaisanterie, de l'ironie, un paradoxe ou une obscénité.

« Gemellus veut épouser Maronilla,
Il est passionné, insiste, supplie, envoie des cadeaux.
Elle est donc si belle ? Non, il n’y a rien de plus laid.
Quel charme, quel attrait lui trouve-t-il donc ? Elle tousse. »

« Pourquoi, Thaïs, dis-tu sans cesse que je suis trop vieux ?
Personne, Thaïs n’est trop vieux pour se faire s… »

Martial explicite sa conception littéraire de l'épigramme dans des préfaces à ses livres et des épigrammes référencés dans l'ouvrage d'Étienne Wolff. Pour Martial, l'épigramme doit être brève mais très travaillée (ne souffrant pas l'imperfection), enjouée, avoir une fonction « carnavalesque » (ce sont des vers pour Saturnales), se moquer de la décence, en particulier dans le domaine sexuel, être proche de la réalité (elle exclut la référence mythologique) et ne pas avoir de visée moralisatrice. Elle est souvent caricaturale, ne parlant que des vices, des défauts et des crimes, mais la victime n'est pas désignée par son vrai nom, ce qui excite la curiosité et protège le poète des représailles (mais certains doivent se sentir visés). En revanche, Martial prend souvent dans ses apostrophes un tiers à témoin, désigné lui par son vrai nom, censé être à l'opposé de celui dont il se moque et recevant ainsi un hommage indirect.
On comprend que traduire Martial est difficile, respecter le rythme, les calembours, les sonorités de l’original presque impossible, ainsi les rimes internes dans l'épigramme du poète assommant : 

« …In thermas fugio : sonas ad aurem
Piscinam peto : non licet natare.
Ad cenam propero : tenes euntem.
Ad cenam venio : fugas edentem. »

Les traductions en vers sont souvent infidèles, celles en prose souvent plates, sans parler du vocabulaire sexuel spécialisé utilisé par Martial, contraignant, jusqu'à une période récente, les traducteurs à des contorsions qui nous amusent aujourd'hui. Ainsi cette traduction du XIXe siècle d'Édouard-Thomas Simon de l'épigramme VI,26, citée par Étienne Wolff :

« Notre Sotadès a perdu la tête. Vous croyez Sotadès coupable ; il ne l'est pas. Sotadès a cessé de pouvoir mettre sa lance en arrêt : il lèche le but qu'il ne saurait frapper. »

### Les thèmes des épigrammes
« Ici, tu ne trouveras ni Centaures, ni Gorgones, ni Harpies :
 ma page a la saveur de l'homme. »

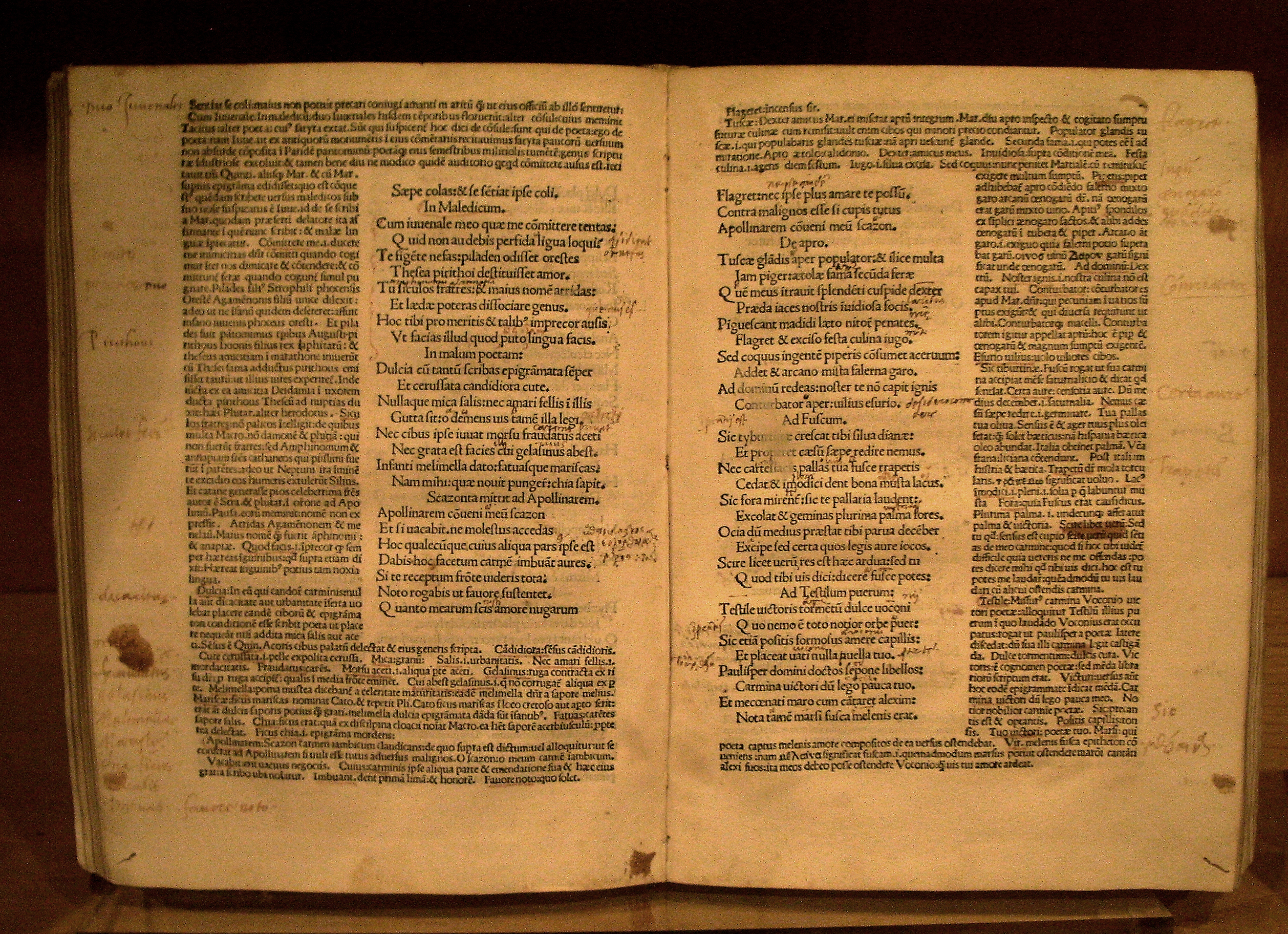
Une des premières éditions imprimées, 1490 (la première date de 1471).

Martial souligne lui-même qu'il n'y a pas de mythologie dans ses vers, que ses personnages sont ses contemporains.
Ses épigrammes, écrites au gré des circonstances, sur ce qu'il voit, entend et éprouve dans sa vie quotidienne, nous donnent des informations précieuses sur la société et les mœurs à Rome à la fin du Ier siècle de notre ère, même s'il est évident (c'est le genre de l’épigramme qui le veut) qu'il force le trait jusqu'à la caricature et ne parle que des défauts et des vices.
Ses personnages – le captateur de testament, le poète assommant, le mauvais peintre, l'avocat incompétent, le client épuisé ou le médecin qui tue – ne sont souvent que des parvenus insolents, des débauchés et des parasites.
Pour Martial, le sexe, l'argent et le pouvoir conditionnent les relations humaines.

« Tu seras toujours pauvre si tu es pauvre, Æmilianus.
 Aujourd'hui on ne donne de l'argent qu'aux riches. »

Les thèmes des épigrammes sont divers et variés. On peut cependant dégager certains points de focalisation.

#### Rome
Rome est le cadre de référence des Épigrammes, soit globalement désignée par Roma ou Urbs, soit évoquée par un détail topographique. Pour ces évocations, Martial est largement cité par Jérôme Carcopino, Léon Homo et Giuseppe Lugli dans leurs ouvrages sur la vie quotidienne ou l'urbanisme de la Ville. Mais, Espagnol déraciné et client par nécessité, à la rue dès le matin, Martial ne s'appartient jamais à lui-même et ne dispose d'aucun espace personnel, pas même dans ses logis successifs.
Martial a arpenté la ville à pied pendant plus de trente ans, en toge tôt le matin pour saluer ses patrons 

« Sur le seuil des puissants, tu t'éventes avec ta toge trempée de sueur
 et tu t'épuises à parcourir le grand et le petit Cœlius. »

puis pour les accompagner si besoin au forum ou aux thermes 

« Les procès sinistres, l'ennuyeux forum et les orgueilleux portraits d'ancêtres. »

aussi visiter ses amis : Juvénal, peut-être dans le quartier de Subure, Pline le Jeune demeure en haut de la montée de Subure près de la fontaine où l'on voit Orphée ruisselant d'eau ou s'occuper avec ses libraires de la vente de ses petits livres avant de retourner le soir 

« vers les buis de la tiède Europe (un portique sur le Champ de Mars qui abrite une statue représentant Europe sur le taureau)
pour voir si un ami n'y fait pas sa promenade du soir. »

Tous les lieux de Rome apparaissent dans son œuvre, même si, s'adressant à des auditeurs qui les connaissent, ils sont plus évoqués que décrits, souvent par un détail caractéristique : les pavés mal entretenus et glissants et la raideur de la montée de la rue principale de Subure où il faut éviter les longues files de mulets et les marbres traînés à grand renfort de cordes  .
Martial décrit aussi son propre quartier du Poirier (ad Pirum) près des bains de Stephanus, qui nous seraient autrement inconnus précise Étienne Wolff, et du portique du temple de Quirinus, quartier bruyant de commerçants et d’artisans où il est difficile de dormir.

« Nous les voisins demandons à dormir – non certes la nuit entière ;
car veiller un peu est facile, mais veiller continuellement est pénible. »

Retiré à Bilbilis, il pourra enfin 

« jouir d'un sommeil profond et interminable,
 que souvent même la troisième heure n'interrompt pas,
et je rattrape maintenant
toutes mes veilles forcées de trente ans »

mais il regrettera Rome, et « paradoxalement la retraite idéalisée qui devait lui permettre d’écrire le stérilisa ».

#### Le clientélisme
Peu d'épigrammes sont consacrés au thème du clientélisme : à peu près 70 de façon explicite, auxquels s'ajoutent environ 150 épigrammes sur un aspect de la vie de client : salutations, repas, cadeaux, etc.. Le vocabulaire de Martial marque les nuances de situations : cliens désigne les plus pauvres, totalement dépendants de leur patron dont ils sont le signe d'importance sociale. Comes (compagnon) traduit la fidélité dévouée du client à son patron, sodalis vetus (vieux camarade) qualifie la relation de longue date, pouvant parfois dispenser des obligations officelles, surtout dans le cas où Martial est lui-même patron. Amicus (ami) est le mot le plus employé par Martial, pour une relation personnelle de clientèle ou bien de simple fréquentation, amitié parfois opportuniste, intéressée par un héritage ou  un profit,.
Martial a cherché un protecteur pour lui garantir son indépendance matérielle mais ne l'a pas trouvé, en dépit de tous les éloges qu'il a décernés à l'empereur Domitien et à ses proches. Homme libre, appartenant à la classe moyenne, ne voulant pas travailler (le travail manuel, sauf dans l'agriculture, est jugé indigne à Rome), Martial doit mener la vie du client, c'est-à-dire venir chaque matin en toge saluer son patron (on peut en avoir plusieurs) et l'accompagner ensuite dans ses activités (forum ou bains) en échange d'une modeste somme d’argent quotidienne, d'invitations à dîner, de cadeaux et d'assistance. Il souffre de cette situation :

« Pendant que je t'accompagne et te reconduis chez toi
que je prête l'oreille à ton bavardage,
que je loue tout ce que tu dis et fais,
combien de vers, Labullus, auraient pu naître !
Peut-on supporter que, pour que le nombre
de tes misérables clients s’accroissent,
celui de mes livres diminue ? »

Trouver les cadeaux trop modestes, se plaindre de l'avarice des patrons, de leur hypocrisie, de leurs promesses non tenues, de leur pingrerie lorsque le maître fait servir à ses convives un vin différent du vin renommé de Campanie qu'il boit avec ses intimes, 

« Tu me sers du vin de Véies, tandis que tu bois du Massique
je préfère sentir le parfum de ta coupe plutôt que boire la mienne. »

occupent de nombreuses épigrammes et sont l'occasion d'une peinture mordante. Au delà de l'exaspération, on peut penser qu'indirectement Martial reproche à ses maîtres de ne pas reconnaître sa vraie valeur de poète.

#### Dîner et nourriture
Le dîner (cena), principal repas de la journée et moment important de la vie sociale avec le plus souvent un grand nombre d'invités, est bien-sûr un thème favori. La recherche par le client d'une invitation à dîner chez un patron occupe plusieurs épigrammes : 

« Si, Rufus, tu vois Selius le visage sombre
si, tard, il foule en tous sens le portique,
[…] si de sa main droite il se frappe la poitrine et s'arrache les cheveux,
ce n'est pas qu'il pleure la mort d'un ami ou d'un frère,
[…] sa femme, ses meubles et ses esclaves sont intacts,
son fermier et son intendant ne lui ont causé aucun dommage.
Quelle est donc la cause de son chagrin ? Il dîne chez lui. »

« Il n'y a rien que Selius ne tente, rien qu'il n'ose,
chaque fois qu'il se rend compte qu'il lui faut dîner chez lui.
Il court vers Europe et t'adresse des éloges sans fin,
Paulinus, ainsi qu'à tes pieds digne d'Achille.
Si Europe ne lui a pas réussi, alors il gagne les Sæpta
pour voir s'il obtiendra quelque chose du fils de Philyra ou de celui d'Eson. »

Fréquemment, et en particulier dans les épigrammes II,37, III,60,77,82, IV,46, V,78, VII,20,78 X,48, XI,52, Martial évoque la nourriture elle-même (qui illustre le niveau de richesse et le statut social du maître de maison) en la qualifiant (origine, fabrication, couleur, goût). Nous savons ainsi que les mets de choix sont entre autres les cèpes (boleti), les huîtres (ostrea), le turbot (rhombus), le sanglier (aper), la tétine de truie (sumen), le lièvre (lepus), le croupion de tourterelles (clunes turturis), la grive (turdus).

#### La sexualité
Le sexe occupe une place importante dans les épigrammes de Martial, plus sous forme satirique qu'érotique.

« Lesbia jure qu’elle n'a jamais été b… gratuitement.
C'est vrai. Quand elle veut être b…, elle paye. »

Martial utilise pour désigner les différentes formes de rapport sexuel et les parties du corps concernés un langage explicite qui l'a fait qualifier d'obscène.
« Le latin dans les mots brave l'honnêteté. », a dit Boileau, tandis que Montaigne est plus indulgent : « Il est plaisant que les mots qui sont le moins en usage, le moins écrits et le mieux tus soient les mieux sus et les plus généralement connus. »
Pour Martial, les relations sexuelles, souvent associées au problème de l'argent, sont un des aspects essentiels de la vie en société.
Ses épigrammes fournissent des informations précieuses sur la sexualité à Rome à la fin du Ier siècle. L'homosexualité est considérée comme normale entre un adulte et un jeune garçon de statut social inférieur jouant le rôle passif. À l'âge adulte par contre, pour un homme libre, jouer le rôle passif avec un autre homme est scandaleux, ainsi que pratiquer la fellation. L'homosexualité féminine est taboue. Quant à l'esclave, il ne fait rien de honteux en se prêtant aux désirs du maître quel que soit son sexe.

### Xenia(Livre XIII)
Ce livre compte 127 pièces qui constituent de petites étiquettes destinées à accompagner les cadeaux adressés à des amis. Une petite blague est placée sur chaque présent ; par exemple à un convive auquel on a offert des poireaux :

« Fila Tarentini graviter redolentia porri / edisti quotiens, oscula clusa dato. »

« Les fibres du poireau de Tarente ont une odeur redoutable : si tu en manges, donne toujours des baisers à lèvres closes. »

### Apophoreta(Livre XIV)
Apophoreta est issu du terme grec Ἀποφόρητα, signifiant « ce qu'on peut emporter ». Il y a 223 pièces : ce sont des étiquettes d'objets divers tirés au sort à la table du maître de maison. La loterie est engagée avec les blagues entre amis.

## Le style de Martial
Martial utilise une langue riche et variée. Il peut aussi bien écrire dans un registre élevé qu’user de mots familiers ou populaires, voire vulgaires. La crudité verbale expressement revendiquée, plus expressive, renforce l'impression de réalisme. Par ailleurs, il n'hésite pas à employer de nombreux termes techniques rares et non poétiques (particulièrement en ce qui concerne les objets de la vie quotidienne). L'auteur se sert parfois même de mots inusités ou qu'on ne lit nulle part ailleurs, ou en crée notamment en transcrivant certains mots grecs. Ainsi, il travaille soigneusement sa langue et choisit méticuleusement son vocabulaire. S'il exploite, sans conteste, la crudité du langage qui lui valut, déjà à son époque, d'être raillé (« Versus scribere me parum severos / nec quos praelegat in schola magister, / Corneli quereris ») il multiple également les expressions imagées par un recours à divers procédés stylistiques.

### Les formes privilégiées par le poète
- le distique élégiaque ;
- l'hendécasyllabe phalécien ;
- le trimètre iambique (scazon ou choliambe).

D'autres types de vers apparaissent également, mais plus rarement.

### Les procédés stylistiques propres à l'épigramme
L'épigramme chez Martial est brève et construite en deux parties : la première pour attiser la curiosité du lecteur (le contexte du récit), la seconde pour la satisfaire (la chute). On peut noter six principaux procédés stylistiques employés par Martial :
- l'anaphore
- l'apostrophe
- les jeux de mots (V,29 : Si quando leporem mittis mihi, Gellia, decis : « Formensus septem, Marce, diebus eris. » Si non derides, si uerum, lux mea, narras, edisti numquam, Gellia, tu leporem. : « Toutes les fois, Gellia, que tu m'envoies un lièvre, tu dis : « Marcus, tu seras beau pendant sept jours. » Si ce n'est pas te moquer de moi, si tu dis vrai, astre de ma vie, tu n'as jamais, toi, Gellia, mangé de lièvre. »)
- la pointe (II,38 : Quid mihi reddat ager quaeris, Line, Nomentanus ? Hoc mihi reddit ager : te, Line, non uideo. : « Tu voudrais savoir, Linus, ce que me rapporte ma ferme de Nomentum ? Voici ce qu’elle me rapporte : le plaisir, Linus, de ne pas te voir. »)
- les jeux sur les sonorités comme les allitérations ou les assonances (VII,1 : Accipe belligerae crudum thoraca Mineruae, ipsa Medusaeae quem timet ira comae. Dum uacat, haec, Caesar, poterit lorica uocari : pectore cum sacro sederit, aegis erit. : « Revêts cette cuirasse, faite d'un cuir brut, de la belliqueuse Minerve, toi qui inspires l'effroi même à la chevelure furieuse de Méduse. Aussi longtemps qu'elle ne servira point, on pourra, César, lui donner le nom de cuirasse : mais dès qu'elle protègera ta poitrine sacrée, elle sera une égide. »)
- les contrastes

De la sorte, ces éléments caractérisent le style bref, incisif et efficace de Martial.

## Éditions

### Éditions anciennes
- Marco Valerio Marcial, Epigrammata, Mediolani, Udalricus Scinzenzeler (d), 1490. (Conservé dans les archives du gouvernement d'Aragon)
- Epigrammaton libri XIII. Summa diligentia castigati, Paris, Simon Colines, 1539. Simon Colines a donné plusieurs éditions de Martial, la première en 1528, une autre en 1533. Après celle de 1539, deux autres ont suivi en 1540 et 1544.
- Epigrammata, cum notis Th. Farnabii, Amsterdam, Joan Jenssonius, 1645. Édition néerlandaise des Épigrammes avec les commentaires du latiniste anglais Thomas Farnaby (1575-1647).
- M. Valerii Martialis : Epigrammata, André des Freux, chez Claude Morillon, Lvgdvni (Lyon), 1619
  - [(fr + la) Fac-similé d’un exemplaire (page consultée le 2024-11-17)] de la Bibliothèque de Genève.
- Les Épigrammes de Martial, traduites en vers par Michel de Marolles, Paris, 1671
  - [(fr + frm) Fac-similé d’un exemplaire (page consultée le 2024-11-17)] de la Bibliothèque nationale de France.

### Éditions contemporaines
- Épigrammes, édition et traduction de Henri-Joseph Izaac, Paris, Les Belles Lettres, Collection des Universités de France, série latine, 1969-1973, 3 volumes ; nouvelle édition avec révision et traduction du texte par Sophie Malick-Prunier, Paris, Les Belles Lettres, CUF, 2021 (tome I : Livre des spectacles, livres I - V).
- Épigrammes, traduites du latin et présentées par Dominique Noguez, Éditions de la Différence, Paris, coll. « Orphée », 1989.
- Georges Fourest, Vingt-deux épigrammes plaisantes imitées de M. V. Martial, chevalier romain, édition établie et présentée par Yannick Beaubatie, Tusson, Du Lérot, 2017.

## Traductions
- « MARTIAL (40 - vers 104 ap. J.-C.), Epigrammes », sur Itinera Electronica (consulté le 27 juin 2025).